# Американська мрія
Америка́нська мрія — поширена у США доктрина, за якою кожному американцеві відкрита можливість досягти успіху — і навіть обратися президентом країни — завдяки таким своїм рисам як працелюбність, мужність, наполегливість та рішучість. Поняття «американська мрія» часто використовується для опису загальнонаціональної ідеології, що об'єднує американців. Його квінтесенцією заведено вважати думку, що кожна людина, котра володіє здібностями, енергією та працьовитістю, здатна чесним шляхом домогтися успіху в житті, ставши добропорядною й заможною.
У визначенні Джеймса Адамса 1931 року: «Життя повинно бути кращим, багатшим і повноцінним для кожного, з можливістю для кожного відповідно до здібностей чи досягнень, незалежно від соціального класу чи обставин народження».

## Історія
Значення «американської мрії» протягом історії змінювалося і включає як особисті компоненти (такі як власність дому та мобільність вгору), так і глобальне бачення. Історично Мрія виникла в містиці щодо прикордонного життя. Як зауважив губернатор Вірджинії в 1774 році, американці «навіки уявляють, що Землі, що знаходяться далі, все ще кращі за ті, на яких вони вже оселилися». Він додав, що, «якщо вони досягнуть Раю, вони підуть далі, якщо почують про краще місце на захід».

### ХІХ століття

Американізація Каліфорнії (1932). Дін Корнуелл

У XIX столітті багато добре освічених німців втекли від невдалої революції 1848 року. Вони вітали політичні свободи в Новому Світі та відсутність ієрархічного чи аристократичного суспільства, яке визначало б стелю індивідуальних прагнень. Один з них пояснив:
«Німецький емігрант потрапляє в країну, вільну від деспотизму, привілейованих порядків і монополій, нестерпних податків та обмежень у справах віри та совісті. Кожен може подорожувати та влаштовуватися, де йому заманеться. Жодного паспорта не вимагають, жодна поліція не вмішується в його справи і не заважає його рухам … Вірність і заслуги — це єдине джерело честі. Багаті стоять на тій же основі, що і бідні; учений — не кухоль над найскромнішою механікою; жоден німець не повинен соромитися займатися будь-якою діяльністю … [В Америці] багатство та володіння нерухомим майном надають його власникові не в останню чергу політичне право вище за те, що має найбідніший громадянин. Не існує ні знаті, ні привілейованих орденів, ні постійних армій, що послаблюють фізичну та моральну силу людей, ні роїв державних службовців, яким можна пожирати в неробстві. Перш за все, немає князів та корумпованих судів, що представляли б так зване божественне „право народження“. У такій країні таланти, енергія та наполегливість людини … мають набагато більше можливостей проявити себе, ніж у монархіях.
Відкриття золота в Каліфорнії в 1849 році призвело до того, що сотні тисяч чоловіків, які шукали своє щастя за одну ніч, — і дехто з них знайшов його. Так народилася Каліфорнійська мрія про миттєвий успіх. Історик Х. В. Брендс зазначив, що в роки після Золотої лихоманки Каліфорнійська мрія поширилася по всій країні:
Стара американська мрія … була мрією пуритан, Бенджаміна Франкліна „Бідний Річард“ … чоловіків і жінок, задоволених накопичувати свої скромні статки потроху, рік за роком. Новою мрією була мрія про миттєве багатство, вигране в мигтіння зухвалістю та удачею. [Ця] золота мрія … стала помітною частиною американської психіки лише після млина Саттера».
Історик Фредерік Джексон Тернер у 1893 р. Висунув тему про межі, згідно з якою американська демократія та американська мрія були сформовані американськими кордонами. Він наголосив на процесі — рухомій кордоніи — та його впливі на піонерів, які проходили цей процес. Він також наголосив на результатах; особливо, що американська демократія була головним результатом, поряд з егалітаризмом, відсутністю інтересу до високої культури та насильством. «Американська демократія народилася з мрії жодного теоретика; її не перенесли ні в Сьюзен Констант у Вірджинію, ні в Мейфлауер в Плімут. Вона вийшла з американського лісу, і вона набирала нових сил кожного разу, коли торкалася нового кордону» — сказав Тернер. У дипломній роботі американський кордон встановив свободу, звільнивши американців від європейського мислення та розмивши старі, непрацюючі звичаї. На кордоні не було потреби в постійних арміях, створених церквах, аристократах чи дворянах, а також у десантній шляхті, яка контролювала більшу частину землі та брала велику ренту. Прикордонна земля була вільною для захоплення. Тернер вперше анонсував свою дисертацію в роботі під назвою «Значення кордону в американській історії», яка була представлена Американській історичній асоціації в 1893 році в Чикаго. Він здобув широке визнання серед істориків та інтелектуалів. Тернер детально розробив цю тему у своїх просунутих лекціях з історії та в серії есе, опублікованих протягом наступних 25 років, опублікованих разом із початковою роботою під назвою «Межа в американській історії». Наголос Тернера на важливості кордону у формуванні американського характеру вплинув на тлумачення, знайдене в тисячах наукових історій. На момент смерті Тернера в 1932 році 60 % провідних історичних кафедр США викладали курси прикордонної історії за ознаками Тернера.

## Поняття «американська мрія»
Різноманіття національностей та рас, які населяють простори американського континенту, та відносно невеликий історичний відрізок їх «симбіозу» викликали нагальну потребу у формулюванні єдиної доктрини, яка б згуртовувала вихідців із різних країн світу в єдину націю. Такою доктриною стала «американська мрія», яка культивувалася протягом багатьох десятиліть і давала кожному американцю віру в те, що він може досягти успіху чи навіть стати президентом країни.
«Американська мрія — це поняття визначити точно доволі складно, але, зазвичай, його розуміють як ідеал американського життя… Американська мрія — це право кожного на успіх, це сходження кар'єрними сходами, це впевненість у завтрашньому дні».
Професор Ярослав Грицак зазначає, що «американська мрія» — це по простому «віра у те, що кожен новоприбулець при достатній мірі працьовитості, таланту і впертості може досягти вершків суспільства».
Історик і письменник Джеймс Труслоу Адамс популяризував фразу «американська мрія» у 1931 році в книзі «Epic of America»: «…американська мрія про країну, де життя кожної людини буде кращим, багатшим і повнішим, де кожен матиме можливості відповідно до своїх здібностей і зусиль», попри соціальний клас чи походження.
«Постулати загальноамериканської мрії спиралися на впевненість новоприбульців у тому, що ресурси Нового Світу безмежні та належать усім і кожному рівною мірою. Що свою ієрархічну залежність людина залишає у Старому Світі. Що шанси домогтися щастя, право на яке визнається за кожним, також рівні для всіх і залежать лише від персональних якостей».
Однак кожен житель США вкладає в це визначення власні уявлення про прекрасне майбутнє. Зазвичай цю тезу вважають однією із засад протестантської трудової етики. Поняття «американської мрії» виникло через півтора століття після утворення США.

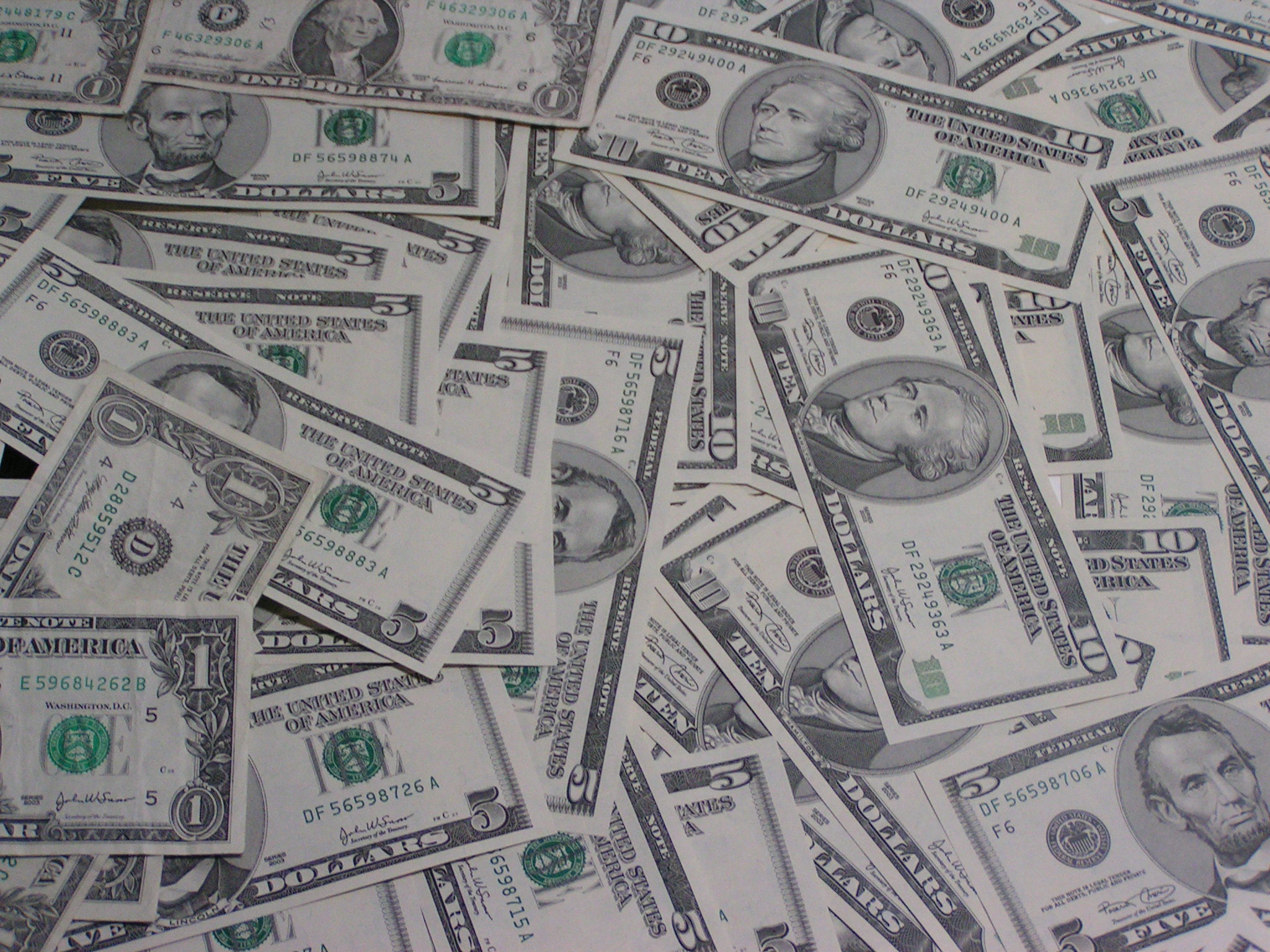
Напис на банкнотах: In God we trust — перспектива процвітання за допомогою самостійного збагачення є невід'ємною частиною «американської мрії».
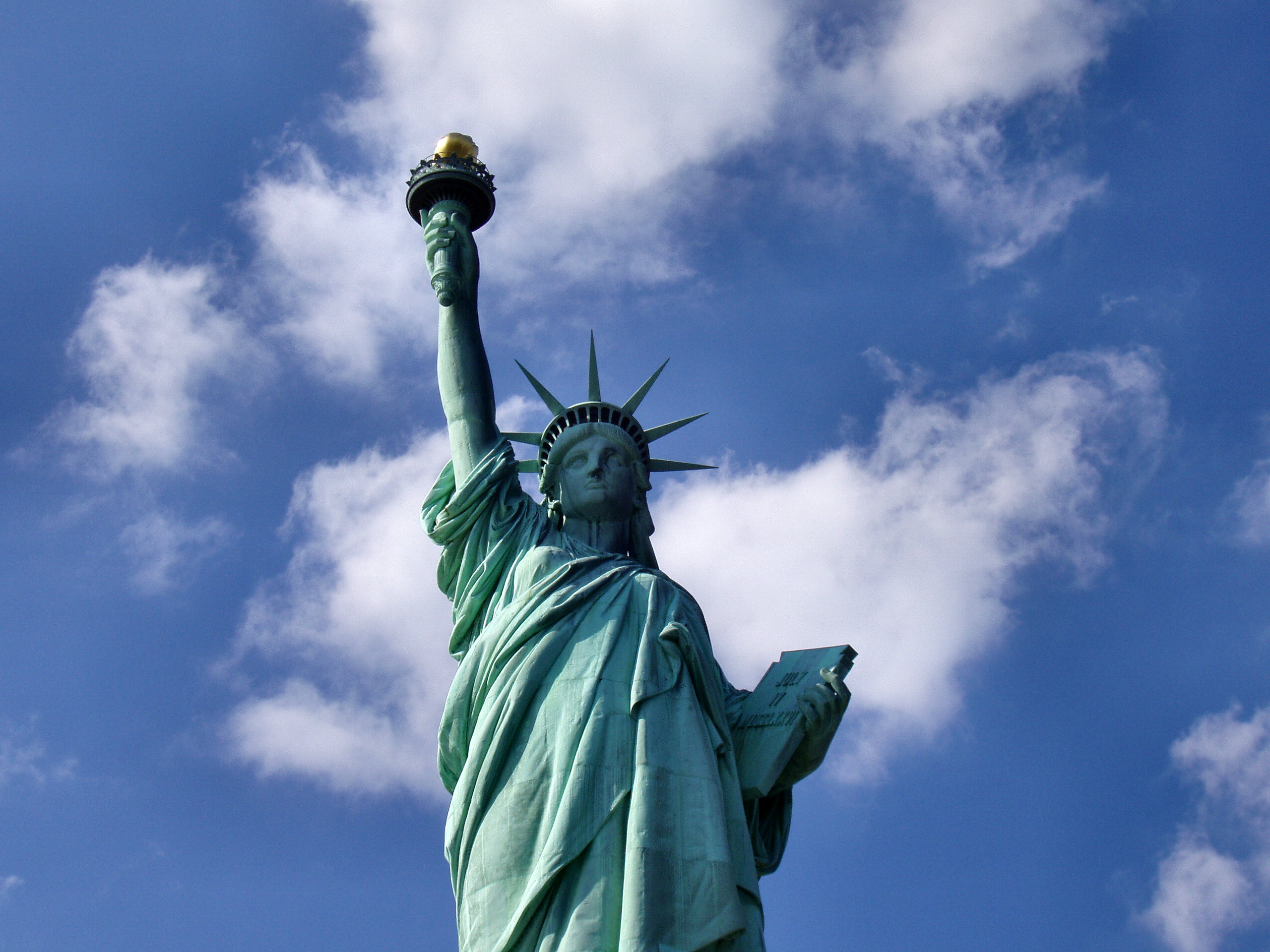
Статуя Свободи в Нью-Йорку символізує ідею «американської мрії».
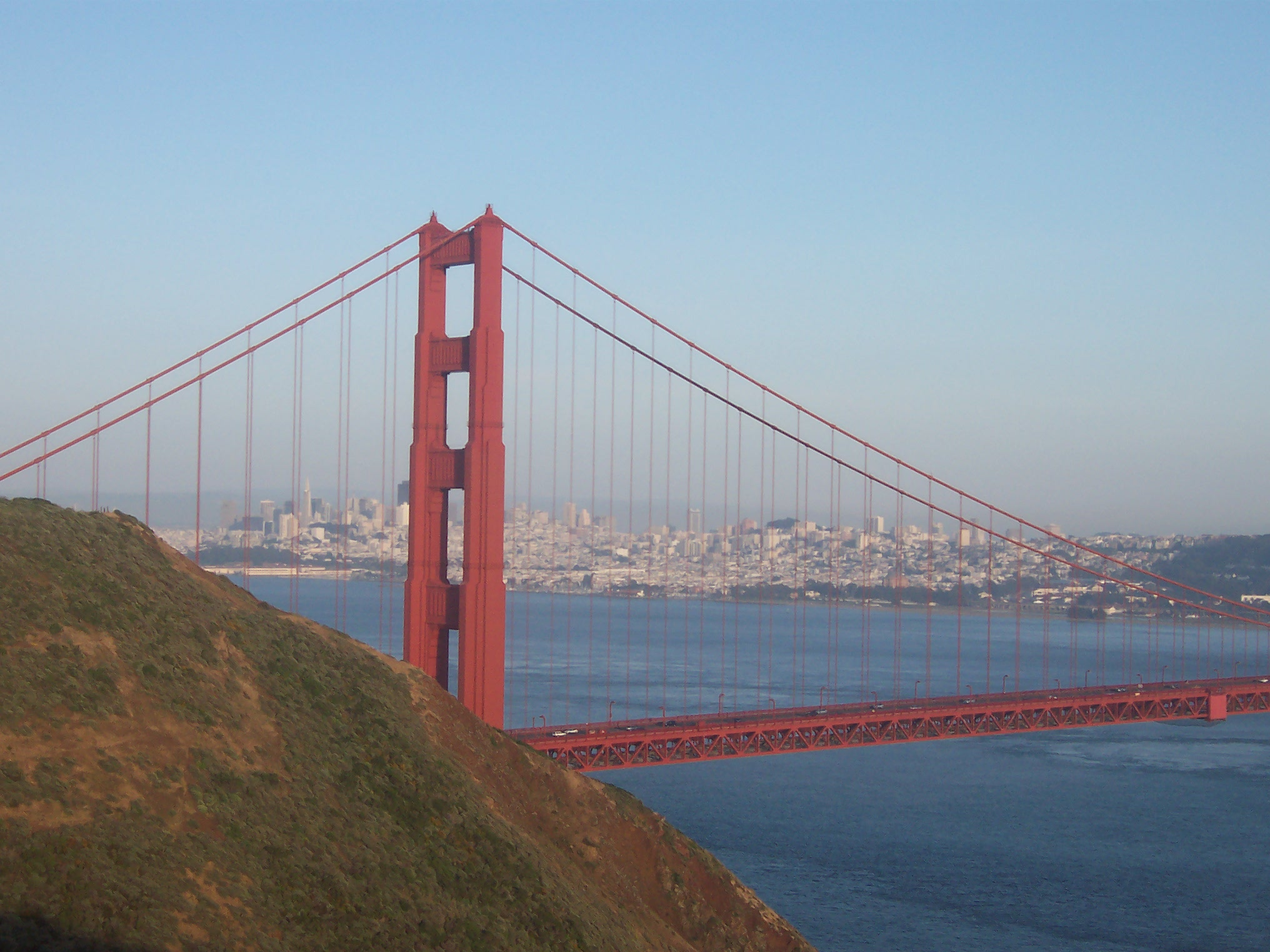
Міст Golden Gate Bridge (затока Сан-Франциско) є символом тієї ж можливості для мігрантів.

## Американська мрія у мистецтві та літературі

### Музика
- Мадонна (англ. Madonna) — Американське життя (American Life)
- Емінем (Eminem) — Біла Америка (White America Eminem)
- ''IAM'' — В Американському (L'Américain)
- Жан-Жак Гольдман (англ. Jean-Jacques Goldman) — Довгі дороги (Американський) (Long is the road (Américain))
- Джо Дассен (англ. Joe Dassin) — Америка (L'Amérique)

### Кіно
- Восьма миля (фільм, 2002 ) фільм за участі Емінема
- Роккі (фільм, 1976) режисер фільму Джон Евілдсен.
- Обличчя зі шрамом (фільм, 1932) автор — Армітедж Трейл.
- У пошуках щастя (фільм, 2007) режисер фільму Габріель Мучіно.